# Hugenotta kereszt

Hugenotta kereszt sematikus rajza

A hugenotta kereszt (franciául: La croix hugenote) a protestantizmus református, azon belül is a francia ágának jelképe.
Eredete ismeretlen, a francia protestánsok már 1688 előtt ismerték. Szimbolikája:  4 háromszög – a négy evangélista;  4x2 kis kör – a nyolc boldogmondás, illetve a szenvedés könnyei; liliomok (bourbon nemesi címer virága) – a tizenkét apostol; galamb – a Szentlélek.

## Története
Egy legenda szerint: Miután 1685-ben XIV. Lajos visszavonta a nantes-i ediktumot (ami 1598 óta biztosította a francia protestánsok számára a szabad vallásgyakorlatot) válik a hugenotta kereszt az illegalitásba kényszerült, vagy az üldözés elől elmenekült reformált keresztények jelképévé. Első említése Valett abbé (Antoine Valette de Travessac, Bernis lelkésze – született: 1712. február 10, Nîmes) írásában olvasható. Ennek alapján tervezte meg és készítette el egy nîmes-i ötvös mester a keresztet, ami formájának alapját tekintve igen hasonlít a máltai kereszthez. Egyes források szerint a Szentlélek-rend (franciául: Ordre du Saint-Esprit, francia lovagrend, melyet 1578-ban alapított III. Henrik) tagjaként, annak jelképét dolgozta át. De amíg ennek a galamb a kereszt közepében található, addig az hugenotta jelképen a szabadon álló madár a Szentlelket szimbolizálja.
Hiteles adat az aranyékszer készítő neve: Maystre, Nîmes-ből és hogy a kereszt a hugenották körében 1688-ban már ismert volt és közismert volt, és már hamar számos változatban jelent meg. Nem sokkal az úgynevezett eredeti formájának megjelenése után kiegészült egy függővel, ami vagy egy galambot, vagy cseppet (amit néhol könnycseppkén említenek) formáz. Ez utóbbi elsősorban Franciaország déli régióiban (ahonnan valószínűsíthetően maga az ékszer is származik) terjedt el, a részt 'tisson'-nak, azaz mozsártörőnek nevezve, míg az előbbivel ellátott kereszt egészét – a galamb jelentéstartalma miatt – egyszerűen 'Saint Esprit'-ként, azaz a Szent Lélekként említették. Ettől kezdve hamarosan előbb a francia reformátusság összetartozás-jelképévé vált Languedoc és Dél-Franciaországból elindulva az egész országban, majd idővel az emigránsok által egész Európában elterjedt.
Ma is kedvelt szimbólum a református egyházban, és szívesen ajándékozzák különleges alkalmakkor, elsősorban természetesen az hugenották leszármazottai körében.

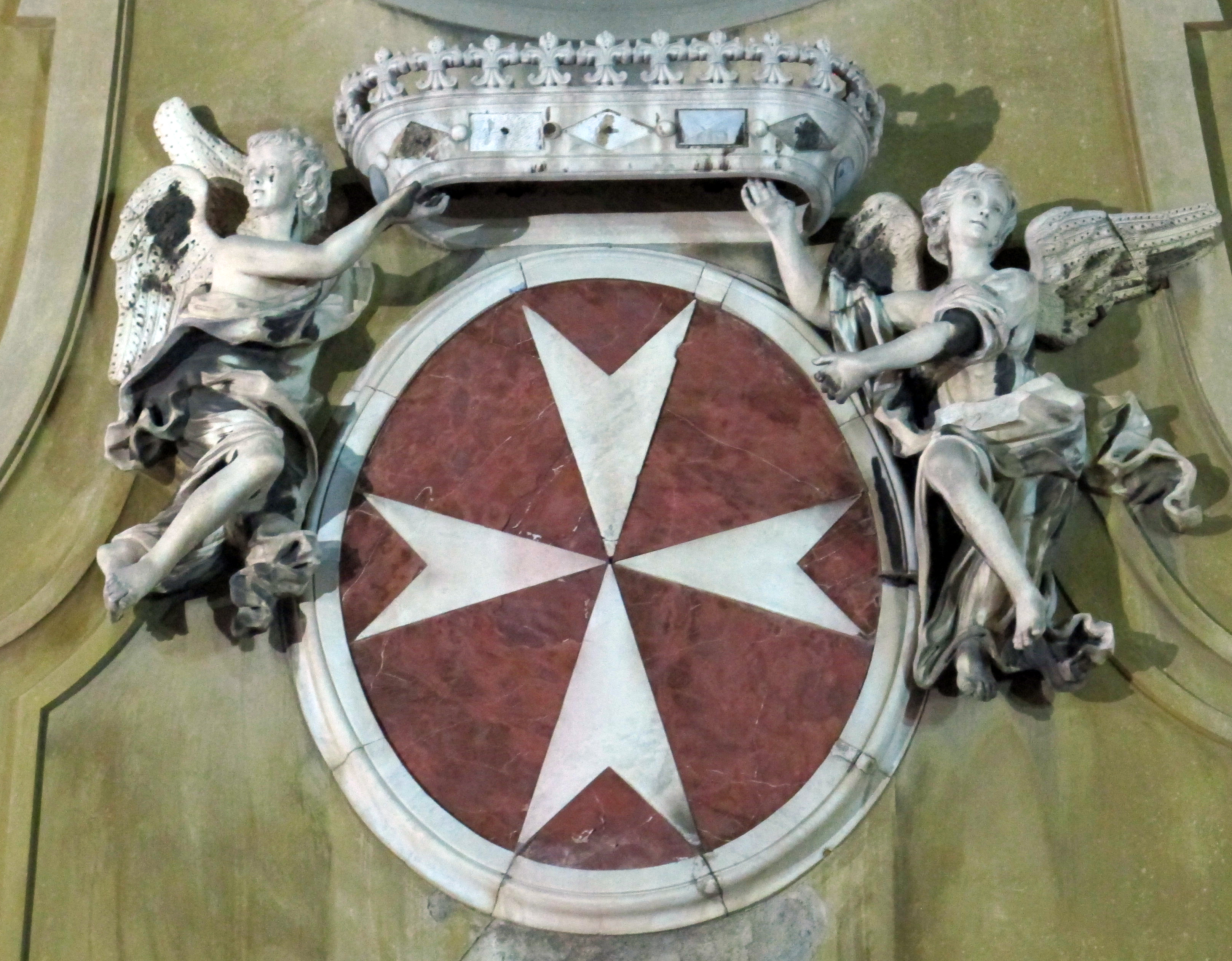
Máltai kereszt a San Giovanni dei Cavalieri templomon, Firenze
A Szentlélek-rend keresztje
Languedoc címere
Hugenotta kereszt

## Alakja
Eredeti formája: négy dupla lángnyelv, egy középpontból (ami Krisztust magát jelképezi) indulnak, így az ékszer egyfajta máltai keresztet formáz. A kereszt szárait egy korona kötötte össze. Hogy elegánsabb legyen, a kiszögelléseket gyöngyök díszítik.

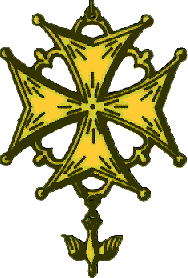
Hugenotta kereszt a wassyi protestáns múzeumban.

A ma is ismert formája: a máltai kereszthez hasonlító szárak négy darab, egy pontba mutató un. nyílból (konkáv négyszög) állnak, kifelé álló kétfelé ágazó végükön – a languedoci kereszthez hasonlóan – (összesen nyolc darab) kör, vagy gyöngy található. Az általuk kiadott négy ”nyitott szög”-et belül egy-egy Bourbon-liliom díszíti, amiknek az alapjai összességében egy kört formáznak a keresztben. Lefelé egy nyitott szárnyú galamb lóg, amit helyenként körte vagy mozsártörő, illetve könny- vagy vércsepp alakú forma helyettesít.

## Szimbolikája
Fontos tudni, hogy a hugenotta keresztnek nincs sem rituális, vagy spirituális jelentése és jelentősége, sem az Istentiszteleteknek nem szerves része. Szerepe a múltban és a jelenben is csupán annyi, hogy egy "ismertetőjel".
A ’négy nyíl’ (beszegett háromszög) négy evangélista. A ’középpont’, ahonnan kiindulnak, maga Krisztus.
A ’nyolc kis kör’ a nyilakon a 8 boldogmondást szimbolizálja (Hegyibeszéd – Máté 5, 3-10 alapján). Amennyiben ezek gyöngyből vannak, további bibliai jelentéstartalommal bővül, utalva a végső kiválasztásra és Isten kegyelmére (Máté 13,45-46)).
A szabadon álló, kitárt szárnyakkal lefelé szálló ’galamb’ a Szentlelket szimbolizálja, a Lélek leszállását és támogatását (megjelenítve Krisztus keresztelésénél – Mk. 1, 9-11). Ha ’csepp-forma’ van a helyén, a reformátusok franciaországi üldözésének borzalmaira emlékeztet, a kioltott vér és az értük ejtett könnyek formájában.  Egy másik felfogás szerint inkább egy mozsárban őrlő sótörőt formáz. E szerint a függő jelentése a következők szerint értelmezhető: Franciaországban a reformátusokat úgy összetörték, mint a sót szokás a mozsárban, de az ízét, az erejét mégsem veszítette el. Van egy harmadik értelmezése is, miszerint az a rész egy lángnyelvet formáz, így létesítve újabb kapcsolatot – akárcsak a galambnál – a Szentlélekkel, a pünkösdi csodára utalva (a Szentlélek tüzének kiáradása az apostolokra – Ap.csel. 2, 3).
A ’négy liliom’ (franciául: Fleur de Lis) egyfelől Franciaországot – a hazát amelyhez tartoztak – és nemességét – azokat, akik kitartottak mellettük(a főnemesek pecsétjében is megjelenik az ún. Bourbon-liliom), így a hálát szimbolizálja, másrészt, általánosabban a tisztaságot és Isten különös kegyelmét (Máté 6, 28-33). A három-három szirom a 12 apostolra és Izrael nemzetségeire utal. A ’szív forma’, amit a liliomok és a nyilak képeznek az általuk bezárt szögekben, a hűséget jelképezi. Maga Kálvin, a francia származású reformátor pecsétje is egy lángoló szív, melyet két kézzel Isten felé nyújt: „Szívemet égőáldozatul Istennek szentelem”.
|  |  |  |  |